# توماس فرنسيس هيكي (كاهن كاثوليكي)
توماس فرنسيس هيكي (بالإنجليزية: Thomas Francis Hickey)‏ هو كاهن كاثوليكي أمريكي، ولد في 4 فبراير 1861 في روتشستر في الولايات المتحدة، وتوفي في 10 ديسمبر 1940.